# كسارة البندق

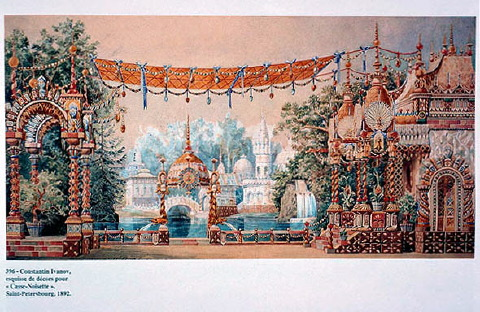
التصميم الأصلي لإيفانوف لديكور الفصل الأول

كسارة البندق هي إحدى روائع المؤلف الموسيقي تشايكوفسكي والتي بدأ في تأليفها في العام 1891 وأنهاها في عام 1892م، وهي باليه من فصلين مأخوذ عن قصة اقتبسها من الكاتب الفرنسي ألكسندر دوما الأب والذي اقتبسها بدوره من قصة (كسارة البندق وملك الفئران) لأرنست هوفمان.

## باليه كسارة البندق
ويعتبر باليه كسارة البندق من أكثر الأعمال الكلاسيكية ارتباطا بأجواء الشتاء واحتفالات الكريسماس، وقد وضع تصميم الرقصات أحد أشهر مصممي الباليه وهو ماريوس بتيبا واستكمله تلميذه ليف إيفانوف، وقُدم العرض الأول في ديسمبر من عام 1892م بمدينة سان بطرسبرج على مسرح مارينسكى ولكنه لم يلقَ استقبالا كبيرا لدى الجمهور الذي لم يكن معتاداً على هذا اللون الأوركسترالي الغريب آنذاك، وفي فترة الستينات من القرن العشرين بدأ باليه كسارة البندق يلاقي أقبالاً جماهيرياً كبيراً، وأصبح أحد الركائز الأساسية في ريبرتوار أي فرقة باليه.

## القصة

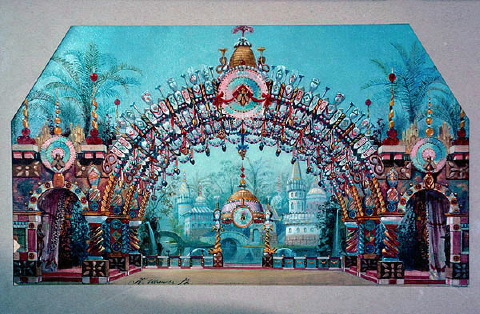
التصميم الأصلي لإيفانوف لديكور الفصل الثاني

### الفصل الأول
يقام احتفال كبير في منزل والد كلارا بمناسبة عيد الميلاد، ويقوم صديق العائلة دروسلماير بتقديم عرض ألعاب سحرية يمتع الصغار والكبار، ويقوم دروسلماير بإهداء كلارا دمية على شكل كسارة البندق فيشعر أخاها فريتز بالغيرة ويحاول أن ينزعها من يدها فتتحطم الدمية، وتحزن كلارا لذلك فيصلحها لها دروسلماير وينتهي الحفل ويخلد الجميع للنوم.
تذهب كلارا لرؤية دميتها كسارة البندق فترى فجأة وجه دروسلماير ثم تشعر بأن الحجرة بكل محتوياتها تزداد اتساعا فيتضاعف حجم شجرة الميلاد والهدايا الموجودة بجانبها، ويظهر فجأة جيش من الفئران التي تهاجم كلارا وتدور معركة بين الدمى بقيادة كسارة البندق وبين جيش الفئران بقيادة ملكهم تنتهى بفوز الدمى، وتتحول الحجرة إلى غابة جليدية وتتحول معها دمية كسارة البندق إلى أمير شاب ويصطحب كلارا التي أصبحت بدورها فتاة جميلة في رحلة الأحلام ويرقصان بسعادة مع المجموعة.

### الفصل الثاني
يظهر دروسلماير متابعا لرحلة كلارا مع الأمير كسارة البندق وهما يركبان قاربا جميلا مسحورا في طريقهما إلى مدينة الحلوى التي بها مختلف أنواع الحلوى المحببة للصغار حيث نجد الشيكولاتة وتمثلها الرقصة الإسبانية، والبن وتمثله الرقصة الشرقية، والشاي وتمثله الرقصة الصينية، والماتروشكا (مجموعة العرائس الروسية) وتمثلها الرقصة الروسية.
ثم يعقب ذلك لحن فالس جميل، وتشارك كلارا والأمير المجموعة في رقصة فالس الزهور ورقصاتها الثنائية، وتدق أجراس الساعة معلنة الصباح ليختفي الأمير وتبذل كلارا جهدها في البحث عنه دون جدوى لتجد أمامها دروسلماير أما الأمير فقد تحول مرة أخرى إلى دمية كسارة البندق، وفي هذه اللحظة تكتشف كلارا أنها عاشت حلما جميلا.

## إنتاجات لاحقة
منذ إنتاجات جورسكي وفاينونين وبالانشين، قام العديد من مصممي الرقص الآخرين بتأليف نسخهم الخاصة. ويطبق البعض التغييرات التي أدخلها جورسكي وفاينونين، بينما يستخدم آخرون، مثل بالانشين، النص الأصلي. تشمل بعض الإنتاجات البارزة قائمة إنتاجات كسارة البندق لرودولف نورييف (1963) إنتاج عام 1963 لصالح فرقة الباليه الملكية، ويوري غريغوروفيتش لصالح فرقة باليه البولشوي، وميخائيل باريشنيكوف لصالح مسرح الباليه الأمريكي، وفيرناند نولت لصالح فرقة باليه جراندز كنديانز بدءًا من عام 1964، وكينت ستويل لصالح فرقة بيسيفيك نورث ويست باليه بدءًا من عام 1983، وبيتر رايت لصالح فرقة الباليه الملكي وباليه برمنغهام الملكي. في السنوات الأخيرة، ظهرت إنتاجات مراجعة، بما في ذلك تلك التي قدمها مارك موريس، ماثيو بورن، وميخائيل شيمياكين؛ وقد ابتعدت هذه الإنتاجات جذريًا عن النص الأصلي لعام 1892 وإحياء فاينونين، في حين تجاهلت نسخة موريس بيجار الحبكة والشخصيات الأصلية تمامًا. بالإضافة إلى العروض الحية السنوية للعمل، تم أيضًا بث العديد من الإنتاجات على التلفزيون أو إصدارها على الفيديو المنزلي.